# Croix de chemin de Gendreville
La Croix de chemin de Gendreville est une croix de chemins datée de 1534 située sur la commune de Gendreville dans le département français des Vosges.
La croix fait l’objet d’un classement au titre des monuments historiques depuis le 13 août 1906.

## Localisation
La haute croix est dressée sur le terre-plein, en avant de l'église.

## Histoire
À l'origine croix de cimetière, elle fut démontée le 17 Brumaire an II, pour être remontée sur la place du village la tourmente passée.
La cause première de tout fut la bataille d'Azincourt, en 1415, où fut tué Jean de Beaufremont, chef de la branche aînée qui disparaît avec lui. Jean avait une sœur, Jeanne de Beaufremont qui avait épousé, en 1407, Guillaume d'Arberg-Valangin. Elle s'était réservé le droit de reprise des biens et titres de son frère, dans le cas où celui-ci viendrait à disparaître. C'est ainsi que Beaufremont et les villages de la seigneurie passèrent dans les biens et titres de Guillaume d'Arberg-Valangin. C'est aussi pourquoi, depuis 1449, à côté des armes d'Arberg-Valangin, figurent celles des Beaufremont.
Or, ce nom de Valangin évoque un fait tragique de l'histoire lorraine, le siège et l'incendie de Châtillon-sur-Saône, en 1485, par Claude d'Arberg-Valangin, arrière-petit-fils de Jeanne de Beaufremont. C'est que, sans s'inquiéter des droits légitimes des descendants de Jeanne, le duc de lorraine René Ier d'Anjou avait donné la seigneurie de Beaufremont à son gendre Ferry de Vaudémont et René II, plus tard, à Gérard d'Avillers. Les comtes d'Arberg-Valangin avaient plusieurs fois protesté mais en vain. Finalement, Claude d'Arberg recruta en Suisse une petite armée, passa en Lorraine, assiégea Châtillon-sur-Saône, s'empara de la place et la livra aux flammes. Craignant peut-être d'envenimer les choses, René II choisit la voie diplomatique. Une convention fut signée à Soleure, en Suisse, le 23 avril 1486. La famille des comtes d'Arberg rentrait en possession de la seigneurie de Beaufremont et Claude d'Arberg prêtait serment de fidélité à René II. Claude est connu dans l'histoire de Lorraine sous le nom de M. de Valangin. Il assistait le 14 juin 1489, à Bar-le-Duc, au baptême du duc Antoine de Lorraine et deviendra sénéchal de Lorraine. Il avait épousé Guillemette de Vergy. Tous deux reposent dans l'église de Valangin qu'ils avaient fait construire. Ils n'eurent qu'une fille, Louise, comtesse d'Arberg et de Valangin, dame de Beaufremont qui épousa Philibert de Challant en 1482. C'est la seule alliance qui ait jamais uni les deux familles et ce sont eux, les derniers dans le jeu des alliances qui peut donner le ou les noms des donateurs de la croix de Gendreville.
Les armoiries sur la croix ne sont pas matrimoniales, mais de possession. Elles sont en effet surmontées d'un angelot qui tient dans ses mains une couronne pour une seule tête sous un seul bonnet enlaçant tout, Challant, Valangin, Beaufremont. Si le sculpteur avait eu pour tâche d'évoquer l'époux et l'épouse, il eût inscrit les armes de celle-ci dans un losange ou dans un ovale comme c'est le cas au chœur de Removille, dans les vitraux de l'église de Brou ou dans l'église de Valangin. Le couple ne peut être à l'origine de la sculpture. Leur fils, en revanche, René de Challant, qui a remporté la victoire de Veray en 1534 alors qu'il était maréchal de Savoie sur Monsieur de Monbel, envoyé par le roi de France, à la tête d'un fort contingent d'hommes d'armes au secours de Genève révoltée contre la Savoie.
René de Challant vivait encore en 1564. Il assistait, cette année-là, en tant que maréchal de Savoie, à la réception du duc de Savoie Emmanuel-Philibert qui devenait chanoine d'honneur de Saint-Jean-de-Maurienne. Il a épousé, en deuxièmes noces, Mancia de Portugal-Bragance. Il en avait eu deux filles : Philiberte et Isabelle. Celle-ci, la cadette, épousa Frédéric de Madruce. L'aînée, Philiberte, s'unit en deuxièmes noces à Joseph de Tornielle. En 1589, la seigneurie de Beaufremont fut partagée entre les deux familles de Tornielle, et de Madruce. La seigneurie comprenait les villages de Beaufremont, Lemmecourt, Gendreville, Médonville, Malaincourt, Urville et Landaville.

## Description
Mesurant environ 5 mètres, ce à quoi on peut rajouter le socle inférieur, ce qui donne 6,8 mètres, la croix de Gendreville possède deux socles unis par une doucine formant plate-forme sur laquelle quatre crânes sont sculptés. Octogonale, c'est un pilier orné à sa partie supérieure de deux manchons de chacun 82 cm de hauteur, sculptés de seize statuettes taillées en haut-relief d'environ 25 cm, sous des dais flamboyants.Le croisillon primitif, sans doute pareil à celui de la croix de Beaufremont, a disparu. Il a été remplacé, vers 1820-1830, par le croisillon actuel dû à un sculpteur local, F. Philibert. On lit son nom sous les feuilles d'acanthe qui décorent la base du crucifix.
Des armoiries sont sculptées sous les deux manchons. À gauche du spectateur (à dextre) : un écu avec un chef et une bande brochant sur le tout qui sont les armes de la famille de Challant, dans la vallée d'Aoste ; à droite (à sénestre) : un écartelé aux 1 et 4, de gueules à un pal d'or, chargé de trois chevrons de sable qui sont les armes des comtes d'Arberg-Valangin en Suisse, près de Neuchâtel ; aux 2 et 3, vairé d'or et de gueules, armes de la famille de Beaufremont. À noter également que cette croix est datée 1534, en caractères encore gothiques, sur deux oreillettes qui bordent les blasons.